# امرواكي

تعديل مصدري - تعديل

امرواكي هي إحدى قرى عزلة جعار بمديرية خنفر التابعة لمحافظة أبين، بلغ تعداد سكانها 201 نسمة حسب تعداد اليمن لعام 2004.